# Liebenau (Alta Áustria)
Liebenau é um município da Áustria localizado no distrito de Freistadt, no estado de Alta Áustria.